# Charles Hawtrey
Charles Henry Hawtrey (Eton, Inglaterra, 21 de septiembre de 1858 – Londres, Inglaterra, 30 de julio de 1923) fue un actor, director y productor de teatro británico, nombrado Sir en 1922 por Jorge V.

## Biografía
Nació en el Colegio Eton, donde su padre, el Reverendo John Hawtrey, era profesor de la escuela primaria. Fue educado en el mismo colegio, así como en la Rugby School y en el Pembroke College de la Universidad de Oxford.  
Dirigió en Londres el Teatro Globe, demolido en 1902, entre 1884 y 1887, y el Royal Comedy Theatre (1887–1893, 1896–1898). Fue conocido por trabajos tales como The Private Secretary (adaptación suya de una farsa alemana, 1884), con la cual ganó la colosal suma de 123.000 libras esterlinas. Otro de su mayores éxitos fue A Message from Mars, de Richard Ganthony. Actuó en obras de William Somerset Maugham como Jack Straw y Home and Beauty. Interpretó el papel de Lord Goring en la pieza de Oscar Wilde' Un marido ideal.  
Charles Hawtrey fue mentor de Noel Coward. Se ha dicho que Coward hizo de Charles Hawtrey un ídolo, y que fue de él de quien Coward aprendió las técnicas interpretativas y la composición teatral. Una joven Hermione Gingold actuó como sustituta en algunas de las producciones teatrales de Hawtrey. Fue especialmente conocido por su maestría en la interpretación de farsas ligeras y su especialización en personajes mentirosos, especialmente maridos casquivanos, personajes que llegaron a conocerse (según el Oxford Dictionary of National Biography) como "papeles Hawtrey". 

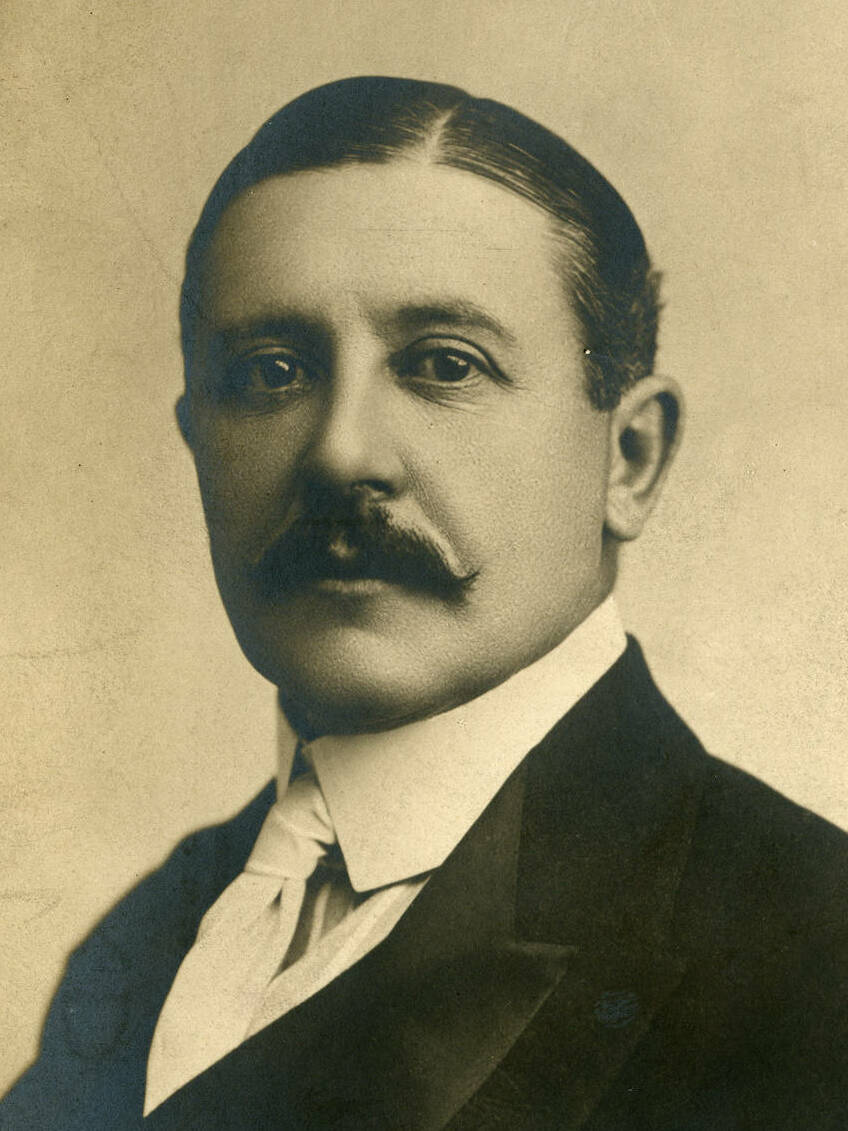
Charles Hawtrey, 1907

Estuvo casado en dos ocasiones. El 3 de junio de 1886 se casó con Madeline ("Mae") Harriet, hija de Thomas Bowen Sheriffe, de la cual se divorció en 1893.  Su segundo matrimonio fue a los 60 años de edad, el 10 de noviembre de 1919, con Katherine Elsie Clark. No tuvo hijos.
Hawtrey falleció el 30 de julio de 1923 en Londres, y está enterrado en Richmond, Londres. Su biografía The Truth at Last, fue editada y finalizada por William Somerset Maugham, y publicada póstumamente en 1924.

## Cine
Hacia el final de su carrera actuó en varios filmes mudos:
- A Message from Mars (1913), como Horace Parker,
- Honeymoon for Three (1915), como  Príncipe Fernando,
- Masks and Faces (1918), con George Alexander, George Bernard Shaw y J. M. Barrie